# Danielle Riegel
Danielle Riegel (12 oktober 1974) is een Nederlandse harpiste.

## Opleiding
Riegel studeerde bij Edward Witsenburg en Erika Waardenburg aan het Koninklijk Conservatorium in Den Haag, het Utrechts Conservatorium en het Conservatorium van Amsterdam. Met de hulp van subsidie van het Prins Bernhard Cultuurfonds, studeerde ze bij de harpistes Germaine Lorenzini en Isabelle Moretti in Frankrijk. Door het winnen van de Nuffic prijs kon ze studeren bij Maria Graf aan de Hochschule für Musik Hans Eisler Berlin, waar ze als eerste harpiste werd toegelaten tot het Konzertexam, een tweejarig Master-programma. Ze studeerde cum laude af met een soloconcert met het Berliner Symphonisches Orchester.

## Carrière
Riegel heeft als soliste opgetreden op festivals en concerten in binnen- en buitenland, bijvoorbeeld op het Grachtenfestival in Amsterdam, het Festivale de Musique in Sancerre, het World Harp Congress in Kopenhagen en Genève en de Salzburger Festspiele.
Als soliste met orkest heeft zij soloconcerten gegeven met De Nederlandse Cantorij, het Residentie Orkest, Orchestra del Sessione senese Musicale, Berliner Symphonie Orchester en het Saarländische Rundfunkorchester.
Ze heeft kamermuziekconcerten gegeven in binnen- en buitenland met vooraanstaande ensembles en collega-musici, zoals het Judaicum ensemble, het Rosa Ensemble, het Ensemble Obligat uit Hamburg, het Eos ensemble uit Berlijn, het Nieuw Ensemble uit Amsterdam, het Asko/Schönberg ensemble uit Amsterdam, het Xenaxis ensemble uit Middelburg, Insomnio uit Utrecht, het Prometheus Ensemble uit België en ze vormde van 1996 tot 2002 een duo met de zangeres Julia Bronkhorst.
Haar orkestcarrière begon op 16-jarige leeftijd als soloharpiste bij het Jeugd Orkest Nederland, het Nationaal Jeugd Orkest en het Schleswig Holstein International Youth Orchestra. Als professionele harpiste trad zij op met het Radio Filharmonisch Orkest, het Rotterdams Philharmonisch Orkest, het Koninklijk Concertgebouworkest, het Nederlands Philharmonisch Orkest, het Rundfunk Orchester Berlin, de Deutsche Kammerphilharmonie Bremen, het Deutsche Symphonie Orchester Berlin en het Malaysian Symphonie Orchestra uit Kuala Lumpur. Van 2004 tot 2020 was zij soloharpiste van het Residentie Orkest in Den Haag.
Sinds 2020 woont Riegel in Portugal, waar zij zich heeft gespecialiseerd in (meditatieve) muziek van onder anderen Ludovico Einaudi en Yann Tiersen, die ze speelt op een Keltische harp. Ze trad hier onder meer op met zangeres Carla Pontes op het Festival de Harpa de Algarve (2022).

## Prijzen en onderscheidingen
Riegel was prijswinnaar van de 4th USA International Harp Competition (1998), won het Vriendenkransconcours van het Concertgebouw (2000) en was prijswinnaar bij diverse internationale competities (Bloomington-USA, Rome, Israel, Deauville-France).